# Heinz F. W. Hinze
Heinz F. W. Hinze (* 18. April 1921 in Ludwigslust; † 26. Januar 2012 in Leinfelden-Echterdingen-Musberg) war ein deutscher Publizist, er war Chefredakteur der Buchreihe Hobby Bücherei.
Hinze erwarb 1941 das Dolmetscher-Diplom für Englisch an der Universität Hamburg und studierte von 1947 bis 1949 Geschichte, Literatur und Sprachen an der Universität Rostock. Ab 1949 arbeitete er als Journalist und Übersetzer. 1955 übersetzte Hinze das Buch Die Pest zu London von Daniel Defoe für den Mitteldeutschen Verlag in Leipzig. Zwischen 1966 und 1972 war er als Chefredakteur für die 31-bändige Hobby Bücherei des Ehapa Verlags verantwortlich. Nach 1972 veröffentlichte Hinze zahlreiche historische Abhandlungen.